# Won-Pyung Sohn
Sohn Won-pyung (Corea del Sur, 1979) es una novelista y cineasta surcoreana. Ganó el premio Film Review Award y el Science Fantasy Writers’ Award.

## Biografía
Estudió ciencias sociales y filosofía en la Universidad Sogang y dirección de cine en la Academia Coreana de Artes Cinematográficas. Su estilo visual combina elementos de realismo y fantasía y debutó en la industria cinematográfica precedió a su debut literario.

## Películas
Algunas de las películas que ha producido
- Intruder (2020)[6]
- Do you Remember Me? (2013)[6]
- A Two-way Monologue (2007)[7]

- Oooh You Make Me Sick (2005)[7]

## Novelas
A lo largo de su carrera literaria a escrito 
- Almendra (2017)[8][9][10]
- El Impulso (2023)[11]

## Premios y reconocimientos

### Cinematografía
- En 2001, ganó un Premio de Crítica Cinematográfica (영화평론상) de la revista de cine Cine 21.[6][4]
- También, ganó el premio a la mejor sinopsis de escenario (시나리오 시놉시스 부문상) en el Concurso de escritura creativa SF de 2006 (과학기술 창작문예 공모전) por Sunganeul mideoyo (순간을 (믿어요).

### Literatura
- Premio Literario de la Paz Jeju 4.3 (제주 4.3 평화문학상) por Seoreunui bangyeok
- Changbi Prize for Young Adult Fiction.[12]